# Dannie-Heineman-Preis für Astrophysik
Der Dannie-Heineman-Preis für Astrophysik wird jedes Jahr gemeinsam von der American Astronomical Society und dem American Institute of Physics für herausragende Arbeit in der Astrophysik vergeben. Er wird von einer nach dem Ingenieur und Geschäftsmann Dannie N. Heineman benannten Stiftung finanziert.
Bereits seit 1959 gibt es den Dannie-Heineman-Preis für mathematische Physik.

## Preisträger
- 1980 Joseph Hooton Taylor Jr.
- 1981 Riccardo Giacconi
- 1982 James Peebles
- 1983 Irwin I. Shapiro
- 1984 Martin Rees
- 1985 Sandra M. Faber
- 1986 Hyron Spinrad
- 1987 David L. Lambert
- 1988 James E. Gunn
- 1989 Carl E. Heiles
- 1990 Richard McCray
- 1991 Wallace Sargent
- 1992 Bohdan Paczyński
- 1993 John C. Mather
- 1994 John N. Bahcall
- 1995 Jerry E. Nelson
- 1996 Roger A. Chevalier
- 1997 Scott D. Tremaine
- 1998 Roger D. Blandford
- 1999 Kenneth C. Freeman
- 2000 Frank H. Shu
- 2001 Bruce G. Elmegreen
- 2002 J. Richard Bond
- 2003 Rashid Sunyaev
- 2004 Bruce T. Draine
- 2005 George Efstathiou, Simon White
- 2006 Marc Davis
- 2007 Robert Kennicutt
- 2008 Andrew C. Fabian
- 2009 Lennox L. Cowie
- 2010 Edward Kolb, Michael S. Turner
- 2011 Robert P. Kirshner
- 2012 Chryssa Kouveliotou
- 2013 Rachel Somerville
- 2014 Piero Madau
- 2015 Marc Kamionkowski, David N. Spergel
- 2016 Wendy Freedman
- 2017 Lars Bildsten
- 2018 Vicky Kalogera
- 2019 Edwin Bergin
- 2020 Christopher Kochanek
- 2021 Robert Lupton, David Weinberg
- 2022 Norman Murray
- 2023 Karen Meech
- 2024 John Carlstrom
- 2025 Priyamvada Natarajan